# Facundo Lencioni
Facundo Valentín Lencioni (Rafaela, provincia de Santa Fe, Argentina; 14 de febrero de 2001) es un futbolista argentino. Juega de mediocampista o delantero extremo y su equipo actual es Gimnasia y Esgrima de Mendoza de la Primera Nacional de Argentina.

## Trayectoria
Debutó profesionalmente el 25 de abril de 2021 por la fecha 7 del torneo Primera Nacional 2021 ante Nueva Chicago, desde el banco de suplentes. Convierte su primer gol el 25 de octubre de 2023 por la fecha 10 de la Copa de la Liga Profesional 2023, de cabeza, ante Central Córdoba de Santiago del Estero.

## Estadísticas

### Clubes
| Club                             | Div.          | Temporada     | Liga  | Liga  | Liga   | Copas nacionales | Copas nacionales | Copas nacionales | Copas internacionales | Copas internacionales | Copas internacionales | Total | Total | Total  | Media goleadora |
| Club                             | Div.          | Temporada     | Part. | Goles | Asist. | Part.            | Goles            | Asist.           | Part.                 | Goles                 | Asist.                | Part. | Goles | Asist. | Media goleadora |
| -------------------------------- | ------------- | ------------- | ----- | ----- | ------ | ---------------- | ---------------- | ---------------- | --------------------- | --------------------- | --------------------- | ----- | ----- | ------ | --------------- |
| Belgrano Argentina               |               |               |       |       |        |                  |                  |                  |                       |                       |                       |       |       |        |                 |
| 2.ª                              | 2021          | 2             | 0     | 0     | —      | —                | —                | —                | —                     | —                     | 2                     | 0     | 0     | 0.00   |                 |
| 1.ª                              | 2023          | 16            | 1     | 1     | 1      | 0                | 0                | —                | —                     | —                     | 17                    | 1     | 1     | 0.06   |                 |
| 1.ª                              | 2024          | 22            | 2     | 1     | 1      | 0                | 0                | —                | —                     | —                     | 23                    | 2     | 1     | 0.09   |                 |
| Total club                       | Total club    | 40            | 3     | 2     | 2      | 0                | 0                | 0                | 0                     | 0                     | 42                    | 3     | 2     | 0.07   |                 |
| Gimnasia y Esgrima (M) Argentina |               |               |       |       |        |                  |                  |                  |                       |                       |                       |       |       |        |                 |
| 2.ª                              | 2025          | 23            | 7     | 4     | 2      | 0                | 0                | —                | —                     | —                     | 25                    | 7     | 4     | 0.28   |                 |
| Total club                       | Total club    | 23            | 7     | 4     | 2      | 0                | 0                | 0                | 0                     | 0                     | 25                    | 7     | 4     | 0.28   |                 |
| Total carrera                    | Total carrera | Total carrera | 63    | 10    | 6      | 4                | 0                | 0                | 0                     | 0                     | 0                     | 67    | 10    | 6      | 0.15            |
| 1. 2. 3.                         |               |               |       |       |        |                  |                  |                  |                       |                       |                       |       |       |        |                 |